# 8,8-cm-Flak 18/36/37
Die 8,8-cm-Flak 18/36/37, auch Acht-Acht oder Acht-Achter genannt, war eine vorwiegend im Zweiten Weltkrieg gebaute und eingesetzte deutsche Flugabwehrkanone, die auch häufig gegen Bodenziele zum Einsatz kam.

## Entwicklung
Die Vorläufer der Waffe gehen auf den Ersten Weltkrieg zurück. Die damaligen bodengestützten Waffen konnten die immer höher fliegenden Flugzeuge zunehmend nicht mehr erreichen. Darum wurde aus der bei der Marine als Flak auf Schiffen und an Land beim Marinekorps Flandern sowie in Seefestungen bereits verwendeten 8,8 cm SK L/45 von Krupp die 8,8-cm-Flak 16 (auch als 8,8 cm K.Zugflak L/45 bezeichnet) entwickelt. Diese Waffe kam kriegsbedingt aber nur noch in kleinen Zahlen zum Einsatz.
Durch den Versailler Vertrag war dem Deutschen Reich der Besitz, die Entwicklung und Produktion zahlreicher Waffenarten – darunter auch Flugabwehr-Artillerie – verboten. Dieses Verbot wurde jedoch vielfach umgangen, indem deutsche Wissenschaftler und Angehörige der Reichswehr ins Ausland gingen, unter anderem in die Sowjetunion. Die Krupp AG entsandte – nach dem Erwerb von Anteilen an der schwedischen Firma Bofors Ende der 1920er-Jahre – eine Gruppe von Ingenieuren nach Schweden. Diese Firma war damals stark engagiert auf dem Feld der Flugabwehrwaffen. Dort entstand zunächst eine neue Kanone vom Kaliber 75 Millimeter, die später auf 88 Millimeter vergrößert wurde. Ab 1933 wurde dieses Modell als Flak 18 in Essen in Serie produziert. Weitere Hersteller waren die Krupp-Tochter Grusonwerk in Magdeburg-Buckau, Hering (Neustadt in Sachsen), Gebrüder Böhler (Kapfenberg), Voith (Heidenheim/Brenz), Werleim & Co (Wien), die Škoda-Werke in Pilsen und Dubnica, MAN (Augsburg) sowie die Berlin-Erfurter Maschinenfabrik.
In der Regel bezeichnete bei deutschen Waffen die Zahl das Jahr der Konstruktion, bzw. der Einführung bei der Truppe (siehe auch 08/15 (Redewendung)). Mit Vergabe der Modellbezeichnung 18 an fast alle Waffen, die zur Zeit der Rüstungsbeschränkung ab 1920 entwickelt wurden, sollte vorgetäuscht werden, dass die Waffe bereits im Ersten Weltkrieg entwickelt worden und daher der Versailler Vertrag nicht verletzt war.

## Beschreibung

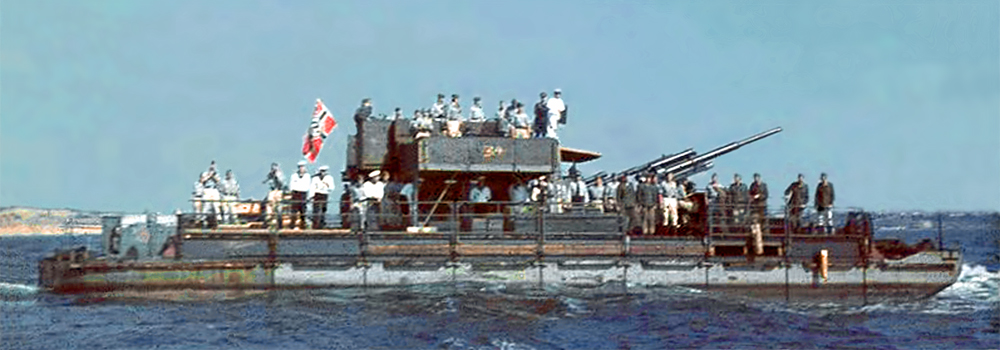
Siebelfähre mit 8,8-cm-Flak

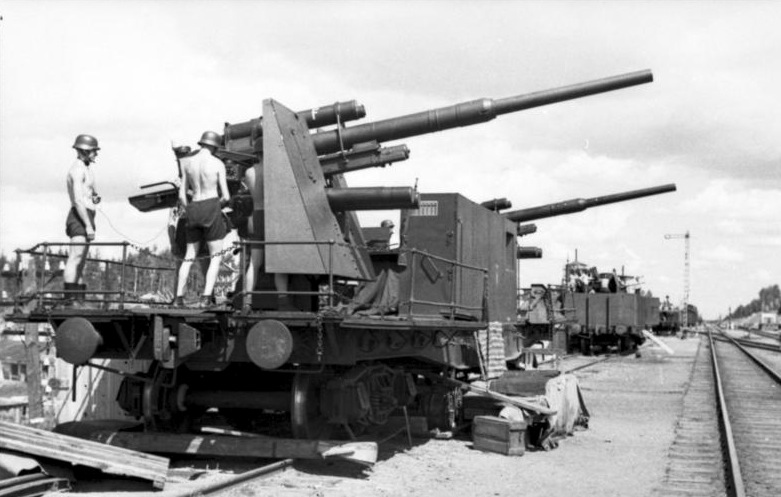
8,8-cm-Flak auf Eisenbahnwagen (Eisenbahnflak)

Die erste Version war die halbautomatische Flak 18, ein Geschütz mit Rohrrücklauf. Sie hatte ein einteiliges Geschützrohr mit einer oberhalb des Rohres angeordneten hydropneumatischen Rohrrücklaufbremse. Das Rohr hatte eine Länge von 56 Kalibern und ein abschraubbares Bodenstück mit einem Querkeilverschluss, der mit einer Schubkurbel bedient wurde. Als Halbautomat öffnete sich der Verschluss nach dem Schuss beim Vorlauf des Rohres selbsttätig, warf die leergeschossene Patronenhülse aus und spannte die Schlagfeder. Die Waffe war ladebereit, was erlaubte, dass eine eingespielte Mannschaft etwa 15 bis 20 Schuss pro Minute abgeben konnte.
Wie der Vorgänger aus dem Ersten Weltkrieg hatte die Waffe eine Kreuzlafette. Diese erlaubte eine Drehung um 360°, was bei einer gewöhnlichen Artilleriewaffe nur durch eine Neupositionierung der Lafetten möglich war. Zum Transport wurden die beiden seitlichen Arme des Kreuzes beigeklappt und jedes der beiden Enden der Lafette auf einen einachsigen Anhänger gesetzt (beide zusammen bildeten den Sonderanhänger 201), wobei das Rohr in Fahrtrichtung zeigte.

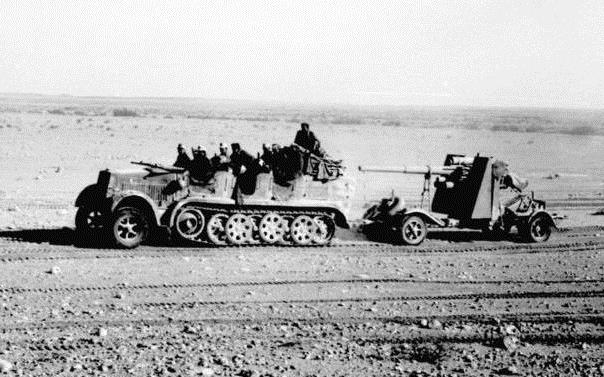
Sd.Kfz. 7 mit 8,8-cm-Flak 18 auf Sonderanhänger 201 (Sd. Ah. 201)

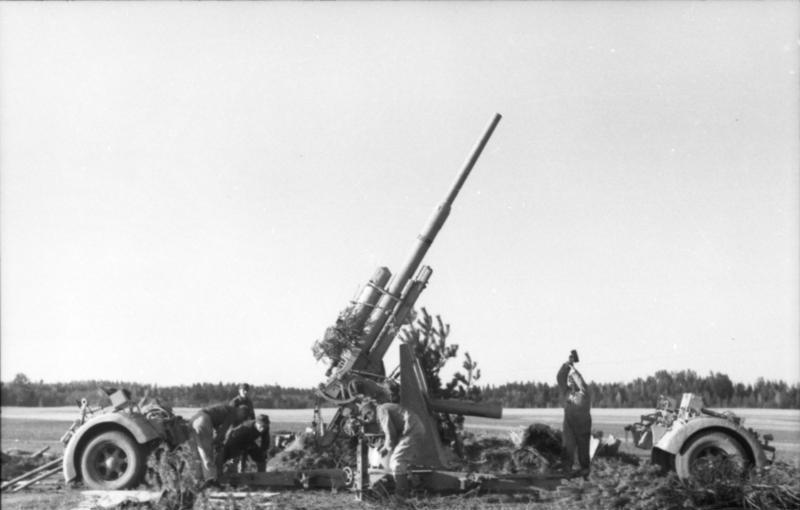
Aufbau einer Flak-Stellung

Da der hintere Teil des Rohres aufgrund der Zündung der Treibladung in der Regel am stärksten beansprucht wird, erhielt die verbesserte Flak 36 ein dreiteiliges Rohr. Somit musste nicht immer das gesamte Rohr ausgewechselt werden, sondern nur der jeweils verschlissene Teil. Spätere Waffen erhielten verbesserte Protzen (Sonderanhänger 202).
Die Flak 37 entsprach weitgehend der Flak 36 mit einer verbesserten Übertragung der Zieldaten vom Kommandogerät zur eigentlichen Waffe.
Neben der erwähnten Standardlafette gab es auch eine Reihe weiterer Modifikationen, darunter spezielle Plattformen für Eisenbahnwagen, verschiedene Selbstfahrlafetten sowie einen Schild für die Verwendung beim Bodenkampf. Dieser bot der Bedienmannschaft allerdings nur begrenzten Schutz und vergrößerte zudem die Silhouette der Waffe zusätzlich.
Zum Ende des Krieges hin wurden die sogenannten Behelfslafetten für die 8,8-cm-Flak eingeführt. Diese zeigten eine vereinfachte Bauart, die jedoch kein schnelles Auf- und Abprotzen ermöglichte. Vielmehr musste das Geschütz mit der Oberlafette in einem Transportrahmen fixiert werden, der dann mit den üblichen Sonderanhängern bewegt werden konnte. Doch musste das Geschütz am Einsatzort, auf das starre Lafettenkreuz abgesenkt und dann in der Stellung verschraubt werden. Die Geschütze dieses Typs sind sofort an dem nichtkonischen Sockel mit den beiden U-förmigen Aussparungen auf zwei gegenüberliegenden Seiten zu erkennen.
Alle drei Versionen waren sich sehr ähnlich und es kam durchaus vor, dass Baugruppen einer Version in eine andere eingebaut wurden. Entscheidend für die Bezeichnung war dabei das Lafettenkreuz, d. h. eine Lafette der Flak 18 mit einem Rohr der Flak 36 wurde als Flak 18 bezeichnet.

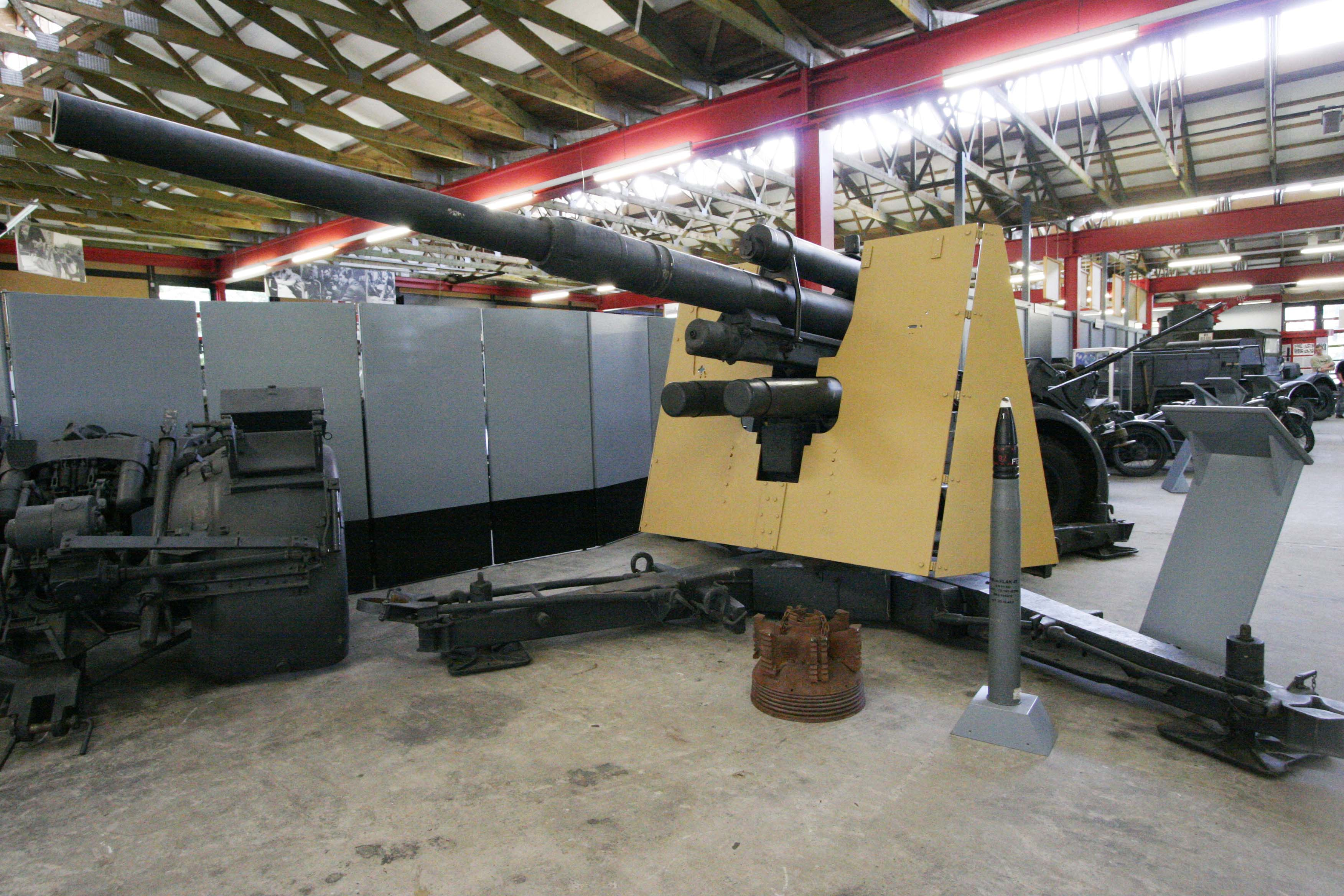
8,8-cm-Flak 37

Trotz des Erscheinens der 8,8-cm-Flak 41 (eine komplette Neuentwicklung mit 74 Kaliberlängen) wurden die älteren Versionen bis zum Kriegsende weiter gebaut. Mit der Flak 37/41 wurde versucht, die Leistungen der früheren 8,8-cm-Flak an diejenigen der Flak 41 anzugleichen. Dazu erhielten die Geschütze längere Rohre mit Mündungsbremse sowie Zünderstellmaschine und Ladeeinrichtung der Flak 41. Es handelte sich jedoch um einen Notbehelf, von dem nur wenige Exemplare gebaut wurden.

## Technische Daten

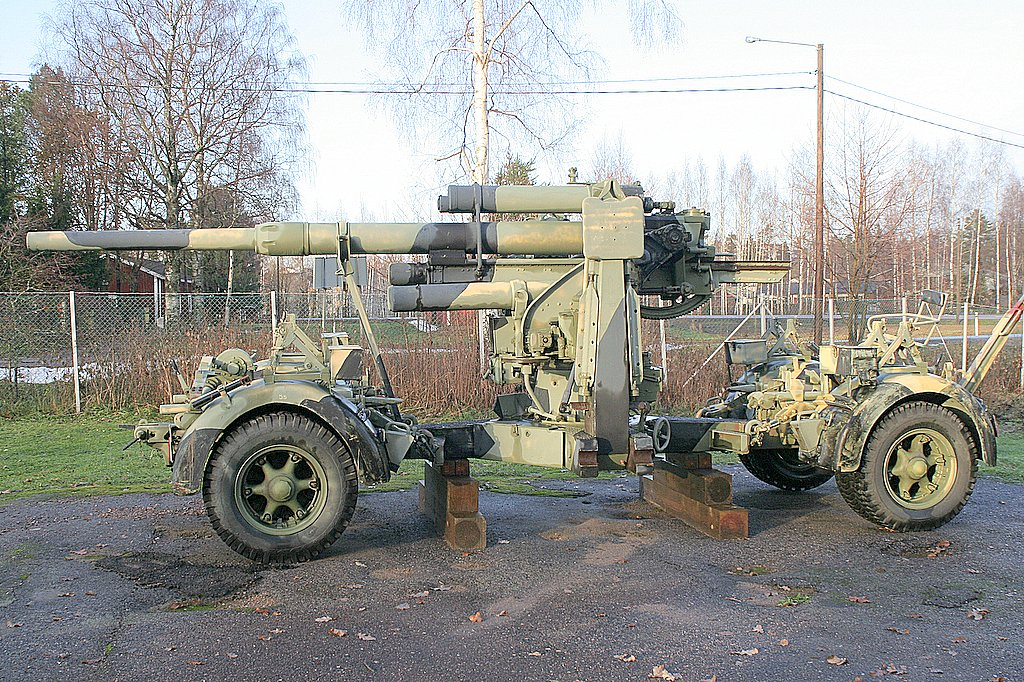
Eine der 90 nach dem Zweiten Weltkrieg von Finnland genutzten 8,8-Flak, Finnisches Luftabwehrmuseum in Hyrylä

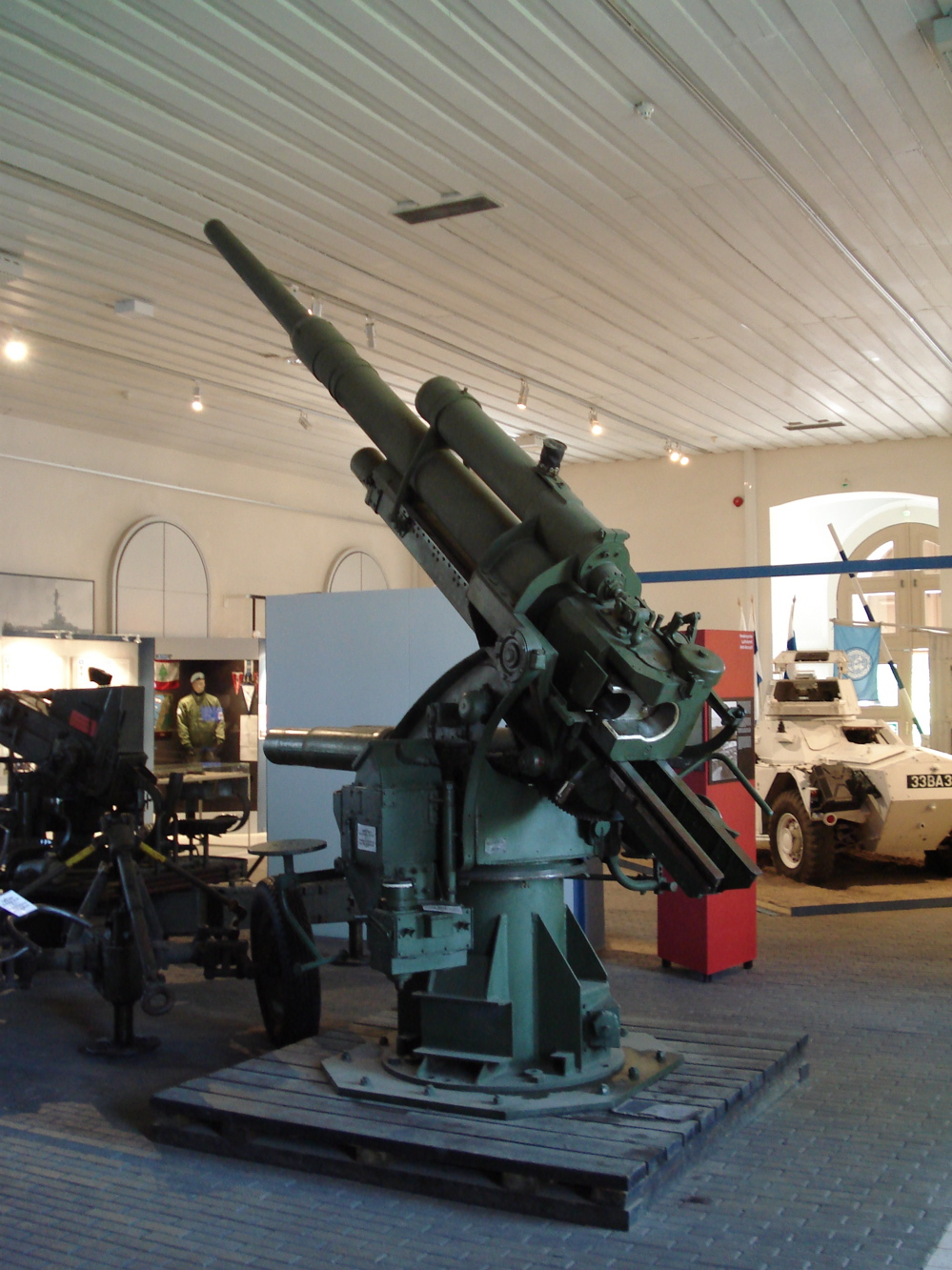
8,8-cm-Flak für den ortsfesten Einsatz oder Einsatz mit Behelfslafette (siehe Aussparungen im Sockel)

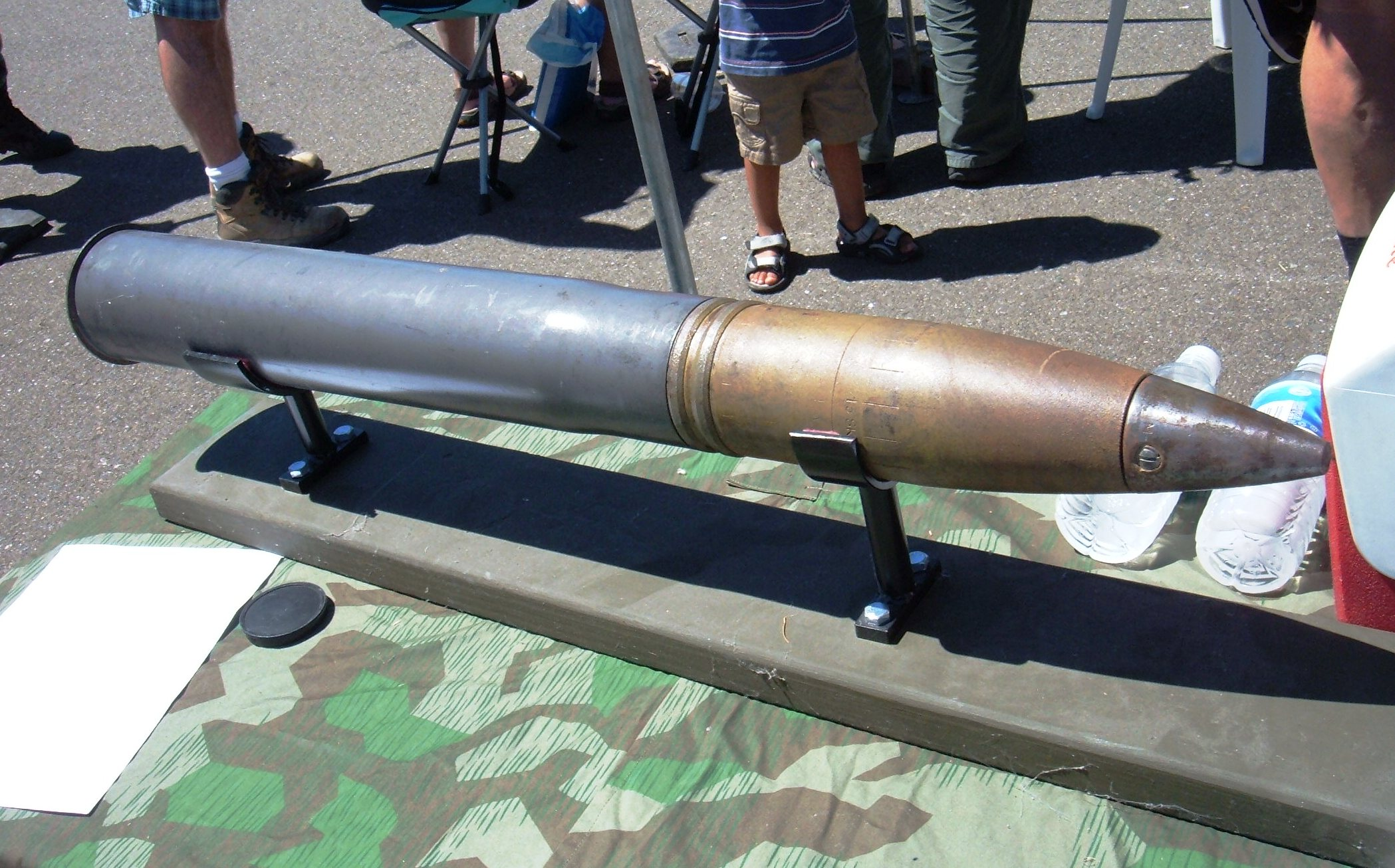
8,8-cm-Sprenggranatpatrone

| Kenngröße                   | Daten                                                                      |
| --------------------------- | -------------------------------------------------------------------------- |
| Länge in Feuerstellung      | 7.620 mm                                                                   |
| Breite                      | 2.305 mm                                                                   |
| Höhe                        | 2.418 mm                                                                   |
| Rohrlänge                   | 4.930 mm (L/56)                                                            |
| Kaliber                     | 88 mm                                                                      |
| Masse in Feuerstellung      | 5.000 kg                                                                   |
| Masse in Transportstellung  | 7.400 kg (inkl. Sd.Anh. 201 und Schutzschild)                              |
| Rohrerhöhung                | −3° bis +85°                                                               |
| Schwenkbereich              | 360°                                                                       |
| Mündungsgeschwindigkeit     | 820 m/s (Sprenggranate)                                                    |
|                             | 795 m/s (Panzergranate)                                                    |
| Geschossmasse               | ca. 9,4 kg                                                                 |
| maximale Schussweite        | 14.860 m                                                                   |
| maximale Schusshöhe         | 10.600 m                                                                   |
| prakt. Feuergeschwindigkeit | 15–20 Schuss/min                                                           |
| Lebensdauer d. Rohres       | 2000–2500 Schuss (kupfernes Führungsband) 6000 Schuss (Stahl-Führungsband) |

## Einsatz
Im Zweiten Weltkrieg war sie an praktisch allen Fronten und beispielsweise auch am Mitteldeutschen Flakgürtel im Einsatz, wobei eine Batterie für gewöhnlich vier Geschütze umfasste. Der Höchststand an einsatzbereiten 8,8-cm-Flak 18/36/37 wurde im August 1944 mit 10.704 Stück erreicht.

### Einsatz im Spanischen Bürgerkrieg und bei der deutschen Wehrmacht
Erstmals eingesetzt wurde die Waffe im Spanischen Bürgerkrieg. Dort wurde sie auch erstmals in der Rolle einer Panzerabwehrkanone getestet, und es wurden hier bereits die Vor- und Nachteile der 8,8-cm-Flak in der Rolle als Panzerabwehrwaffe sichtbar. Die Erfahrungen führten zur Einführung eines zweiteiligen Geschützrohres und einer robusteren Zugmaschine.

#### Geschützbedienung 8,8-cm-Flak
An dieser Flugabwehrkanone wurden üblicherweise neun Mann als Bedienungsmannschaft für folgende Aufgaben eingesetzt (K = Kanonier):
- K1: Höhenrichtkanonier
- K2: Seiterichtkanonier
- K3: Ladekanonier
- K4 und 5: Munitionskanoniere
- K6: Zündsteller
- K7 und 8: Munitionskanoniere
- K9: Geschützführer/Flakkommandant

#### Die 8,8 als Panzerabwehrkanone

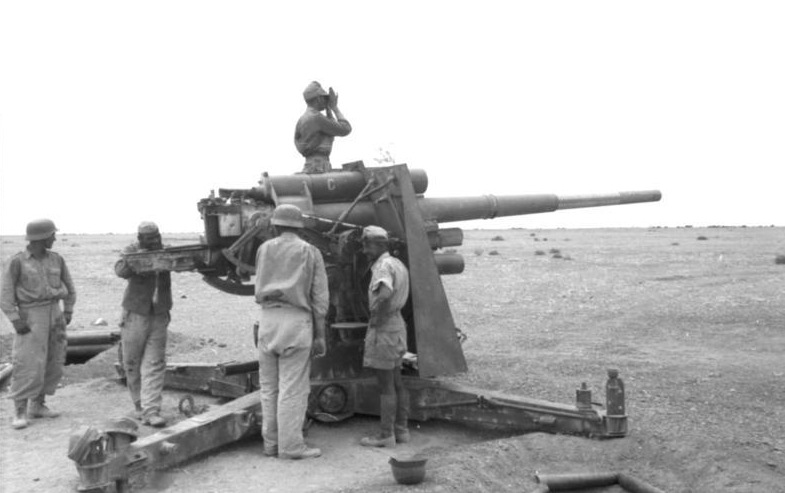
Eine 8,8-cm-Flak im Erdeinsatz

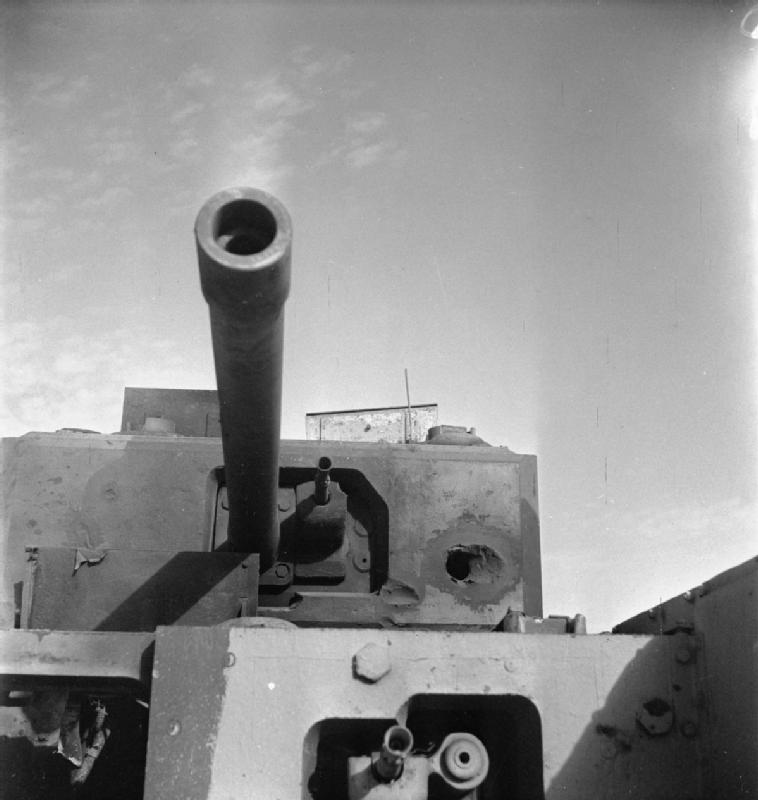
Die von einer 8,8-cm-Granate durchschlagene Turmfront eines Churchill-Mk-III-Panzers nach der Schlacht von El Alamein im November 1942

Die 8,8 erwarb ihren legendären Ruf auch durch ihren Einsatz im Erdkampf, bei dem sie vor allem als Panzerabwehrkanone bei der Panzerbekämpfung, und manchmal mit ihren Zeitzündersprenggranaten als Haubitze eingesetzt wurde. Anders als die meisten anderen schweren Flugabwehrkanonen konnte die 8,8 auch unter die Horizontale (negativer Elevationswinkel) gerichtet werden und damit auch aus einer überhöhten Stellung Bodenziele direkt beschießen.
Während des Westfeldzuges griffen im Juni 1940 in der Schlacht von Abbeville westalliierte Panzer unter General Weygand die deutschen Linien an. Es zeigte sich, dass nur die Acht-Acht die Panzerung des Panzers Matilda II durchschlagen konnte.
Es gelang der 57. Infanterie-Division, den Vorstoß zu stoppen.
Die Wehrmacht verwendete diese Verteidigungstechnik vier Jahre später – auf dem Rückzug – erneut, nachdem die Westalliierten in der Normandie gelandet waren (zum Beispiel am 18. Juli 1944 beim Angriff Montgomerys östlich von Caen während der Schlacht um Caen).
Einige Hafenstädte am Atlantik waren mit vielen 8,8 gesichert (zum Beispiel Brest, Lorient und St. Nazaire mit ihren U-Boot-Bunkern); auch sie verteidigten sich mit 8,8 gegen angreifende westalliierte Panzer (siehe Schlacht um die Bretagne).
Als zu Beginn des Krieges gegen die Sowjetunion die Standard-Panzerabwehrkanone PaK 36 und die Geschütze der meisten Panzer gegen die sowjetischen Panzer T-34 und KW-1 nur auf geringe Distanz erfolgreich waren, war die 8,8-cm-Flak oft die einzige verfügbare Waffe, die gegnerische Panzer aus größerer Entfernung – bis zu 2000 m – zerstören konnte. Seit März 1941 kämpfte das Afrikakorps in Nordafrika (Afrikafeldzug). Dabei zeigte sich die Bedeutung der Acht-Acht als panzerbrechende Waffe, die im übersichtlichen Gelände die westalliierten Panzer aus Distanzen bekämpfen konnte, die außerhalb der Reichweite von deren Bordwaffen lagen. In stark zergliedertem Gelände, wie etwa nach der Landung der Alliierten in der Normandie, war sie weniger erfolgreich. Nachteilig für ihre Verwendung an der Front waren der hohe Umriss und das relativ hohe Gewicht der Waffe.
Mitte 1944 waren fast 11.000 Exemplare der Typen 18, 36 und 37 bei der Wehrmacht im Einsatz. Allein im Oktober 1944 verschossen Soldaten mit der 8,8 mehr als 3,1 Millionen Granaten. Wie wichtig die Waffe war, verdeutlicht auch die Tatsache, dass ein Drittel aller in diesem Jahr in Deutschland hergestellten Kanonenrohre für die Acht-Acht bestimmt war. 
Erbeutete Exemplare wurden auch von der britischen Armee und von der US Army eingesetzt; sie ließen ein eigenes Handbuch in englischer Sprache drucken. Die Rote Armee verwendete ebenfalls erbeutete oder vor dem Krieg an die noch befreundete Sowjetunion gelieferte Kanonen. 
Nach dem Kriegsende in Europa war die 8,8 noch viele Jahre in Jugoslawien, Norwegen und Finnland im Dienst.

#### Die 8,8 als Kanone des Tigers

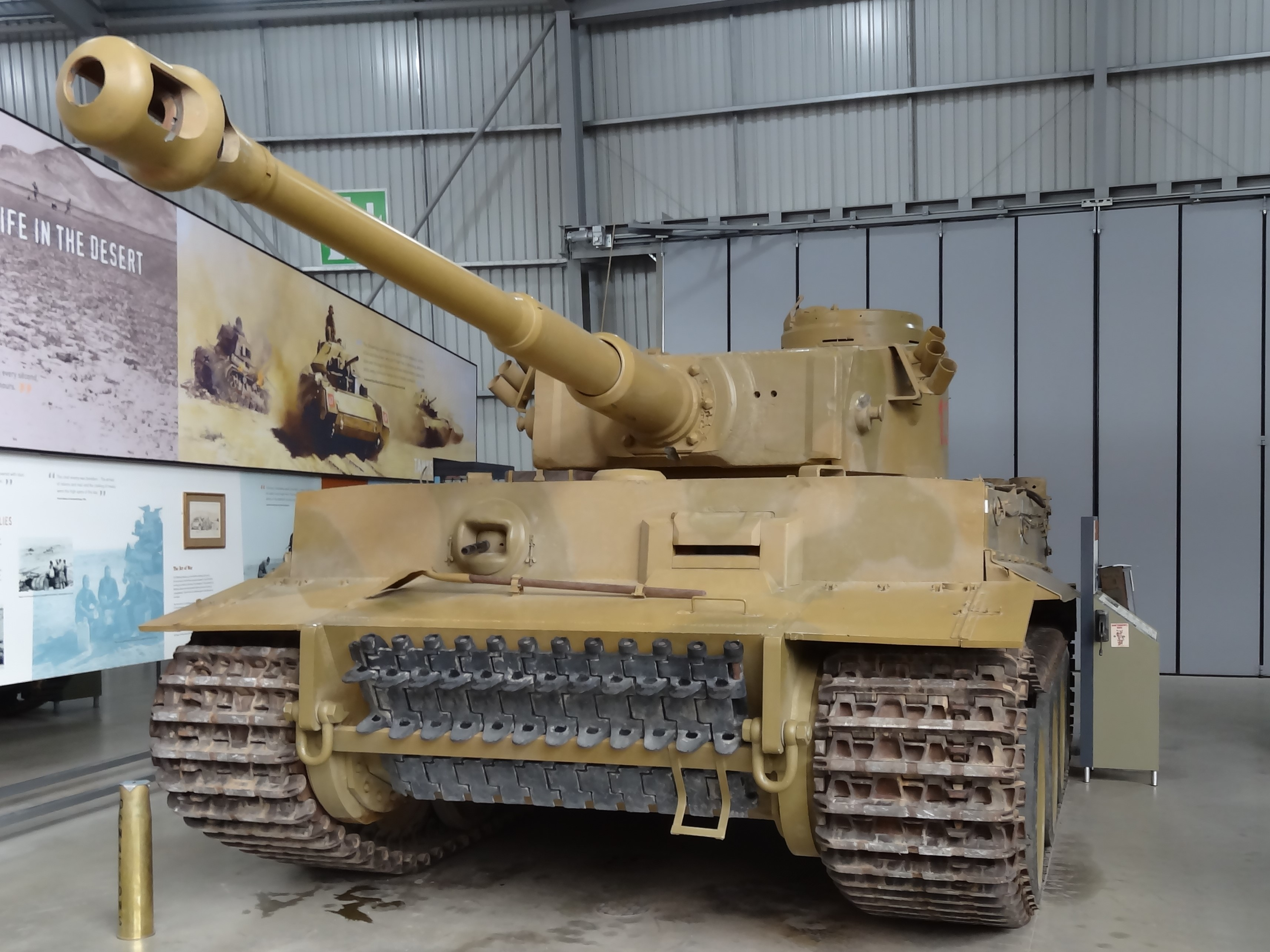
Panzerkampfwagen VI Tiger mit 8,8-cm-KwK 36

Die 8,8-cm-Flak wurde aufgrund ihrer hohen Durchschlagskraft in leicht modifizierter Form als Kampfwagenkanone 8,8-cm-KwK 36 (L/56) auch als Bewaffnung für den Panzerkampfwagen VI Tiger, von dem 1350 Exemplare gebaut wurden, ausgewählt. Dazu wurde die Waffe auf elektrische Zündung umgestellt und mit einer Mündungsbremse versehen.

#### Die 8,8 auf Panzerkampfwagen IV
Im Rahmen der Entwicklung von Flakpanzern wurde 1942 jeweils die 8,8-cm-Flak 18 & 37 auf einem Fahrgestell des Panzer IV montiert. Der Aufbau des Panzers wurde dementsprechend leicht modifiziert. Von einer Serienfertigung wurde abgesehen. Im Gegensatz zu einigen anderen Selbstfahrlafetten hatte die Version mit aufgebauter Flak 18 keine ausklappbaren Seitenwände oder einen Schild. Lediglich die Version des Sonderfahrgestells mit Flak 37 verfügte über diese.

#### Die 8,8 auf Sd. Kfz. 8, ZgKw 12 t
In den Jahren 1939/40 wurden bei Krupp auf Basis von Sd.Kfz. 8 (Fahrgestelle des Typs DB 9) etwa 25 Selbstfahrlafetten mit modifizierten 8,8-cm-Flak 18 zum Beschuss von Erdzielen gebaut. Diese wurden bei der 1. Kompanie der Panzerjäger-Abteilung 8 während des Frankreichfeldzuges eingesetzt. Auch im Feldzug gegen die Sowjetunion kam diese Einheit zum Einsatz. Dort wurde sie in Panzerjäger-Kompanie 601 umbenannt. Im August 1942 erfolgte eine neuerliche Umbenennung, diesmal in 3. Kompanie Panzerjäger-Abteilung 559 (Sfl). Bis zum März 1943 waren alle Fahrzeuge aufgebraucht.

#### Die 8,8 auf Sd. Kfz. 9, ZgKw 18 t
1942 erging der Auftrag zur Beschaffung von 112 Selbstfahrlafetten für die 8,8-cm-Flak 37. Das auf einem Sd.Kfz. 9 (Schwerer Zugkraftwagen 18 t) von FAMO basierende erste Versuchsmuster wurde Ende Oktober 1942 fertiggestellt. Zwölf Serienfahrzeuge dieser als 8,8cm Flak 37 (Sf.) auf s. Zgkw. 18t bezeichneten Fahrzeuge kamen zwischen Juli und September 1943 tatsächlich zur Auslieferung. Der Panzeraufbau bestand aus 14,5 mm starken Panzerblechen. Die Montage wurde beim Eisenwerk Weserhütte in Bad Oeynhausen durchgeführt. 40 Granatpatronen konnten in den Behältern am Heck untergebracht werden. Zur Stabilisierung mussten beim Feuern je zwei Stützen pro Seite ausgeklappt werden. Wegen des auf 25 t gestiegenen Gewichts mussten stärkere Federstäbe in das Fahrwerk eingebaut werden. Alle zwölf Serienfahrzeuge wurden der 26. Panzer-Division zugewiesen, wo sie im Verband der Heeres-Flak-Abteilung 304 von 1943 bis 1945 in Italien zum Einsatz kamen.

#### Die 8,8 auf VOMAG-Fahrgestell
Der Spezialist für Niederflurfahrgestelle VOMAG wurde für die Entwicklung einer Geschützwagenausführung gewählt, welche die schnelle Verlegung von Flakbatterien per Autobahn ermöglichen sollte. Das Fahrzeug trug auf der zentralen Plattform den Sockel für die 8,8-cm-Flak oder das Kommandogerät 40. Hauptwaffe war die 8,8-cm-Flak 18, in der Regel aber mit dem mehrteiligen Rohr der 8,8-cm-Flak 36. Alle Geschütze wiesen noch die Ladeautomatik auf, die aber nicht verwendet wurde. Die seitlichen Wände konnten aufgeklappt und zusätzlich mit einem Geländer versehen werden. Mittels einfacher Riegel wurden die Wände in Fahrtstellung verriegelt. Auch hier wurden zur Stabilisierung beim Feuern jeweils eine Stütze pro Seite sowie an Front und Heck des Fahrzeugs ausgeklappt.

#### Einsatz gegen die HMS Sikh
Bei einem Anlandungsversuch der britischen Streitkräfte bei Tobruk (Libyen) am 14. September 1942 wurde der Zerstörer Sikh von den Geschützen der Flak-Abt. I./43 (Major Wegener) unter Feuer genommen. Dabei wurde das Schiff so schwer beschädigt, dass es anschließend im Schlepp der Zulu sank.

### Die 8,8 als Rückgrat des Heimatluftschutzes

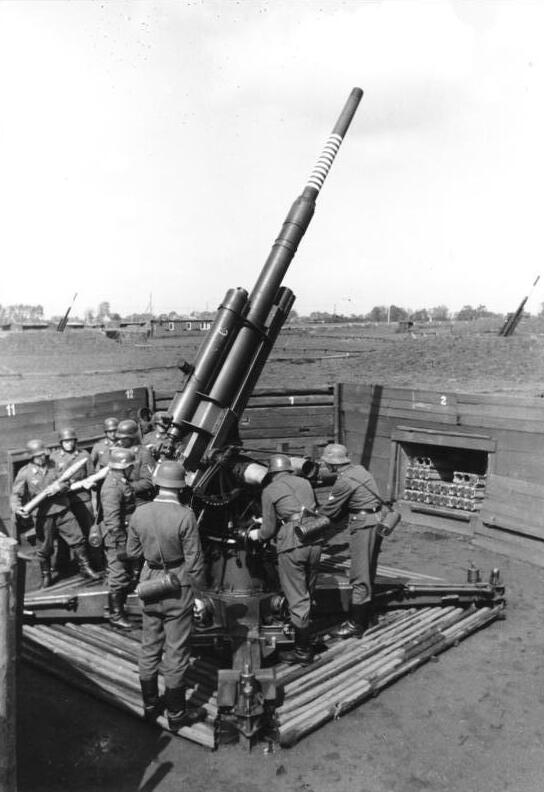
Eine Flak-Batterie in Feuerstellung (1943)

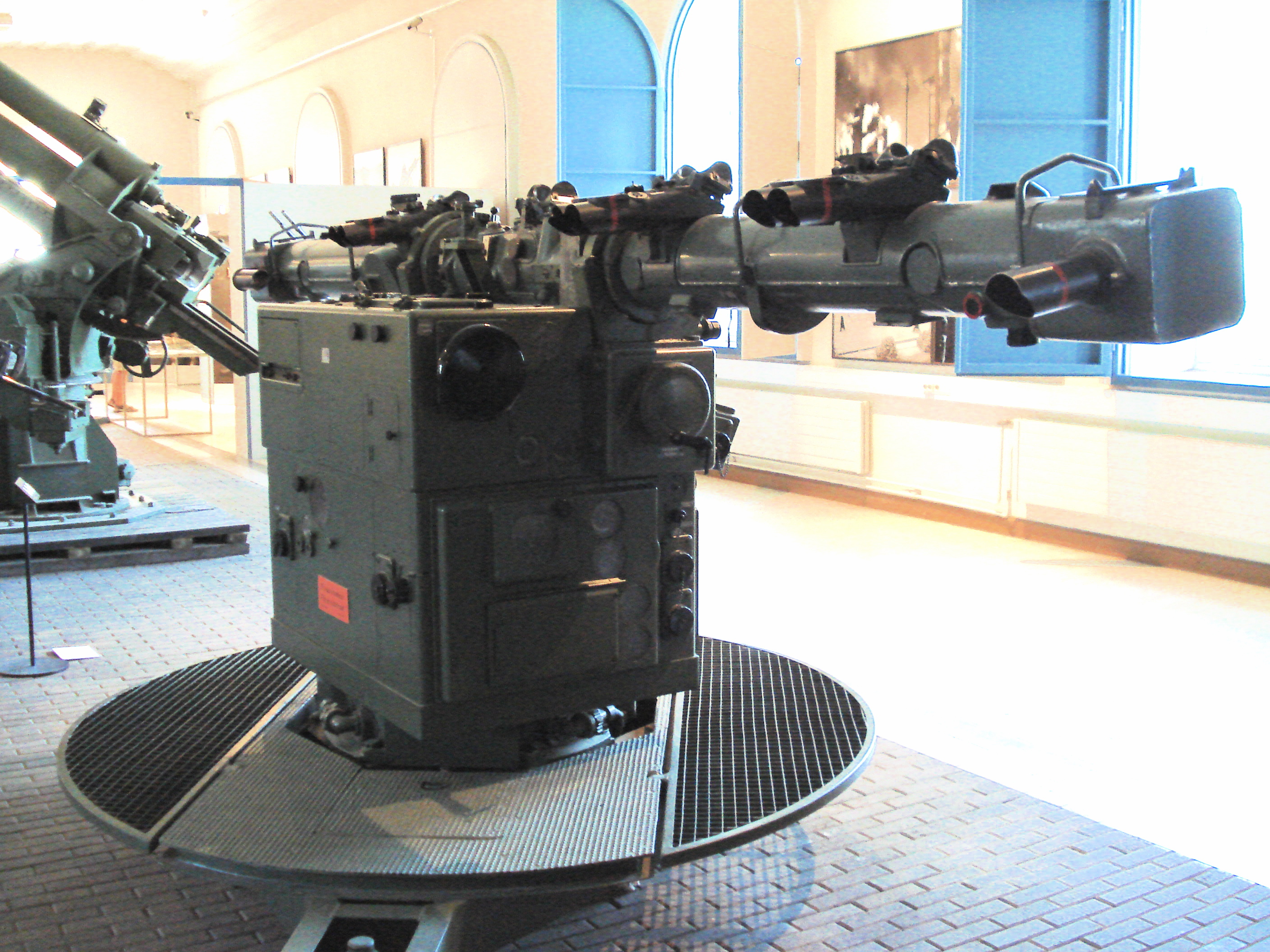
Kommandogerät 40 (mechanischer Analogrechner zur Ermittlung der Schusswerte)

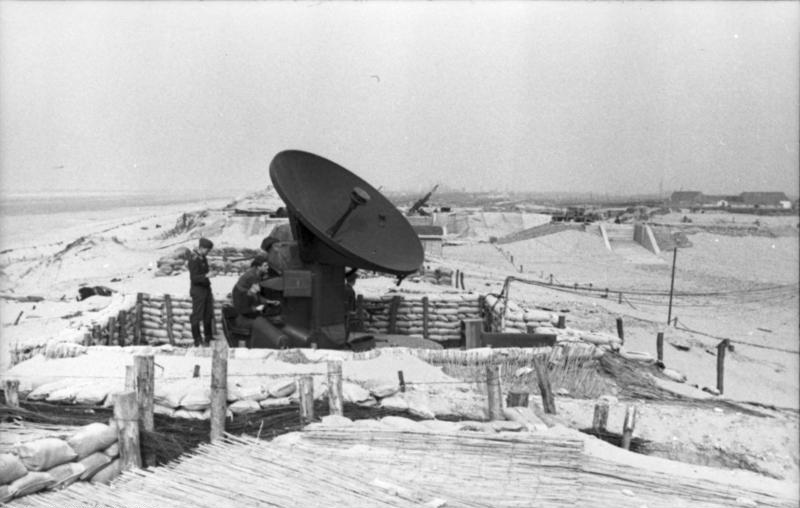
FuMG 39 „Würzburg“ in einer 8,8-cm-Flak-Stellung am Atlantikwall

Flak-Einheiten mit der 8,8-cm-Flak in den Ausführungen 18, 36 und 37 waren das Rückgrat der Luftverteidigung im Bombenkrieg, den die Alliierten gegen deutsche Städte, Industrie und Infrastruktur führten. Mit Ausnahme von Marinestandorten waren die 8,8-Batterien organisatorisch Teil der Luftwaffe.
Die 8,8 bewährte sich bis zum Kriegsende in mittleren Höhen. Auch wenn der Strom der Bomber nicht aufgehalten wurde, verloren die Alliierten insgesamt über 100.000 Soldaten im Bomberkrieg.

#### Dislozierung; Flakhallen als bleibende Zeugnisse des Luftkrieges
Der Einsatz der Waffe erfolgte in Batterien mit jeweils vier Geschützen und ergänzend Flakscheinwerfern. Die 8,8 wurde nicht auf Flakbunkern montiert, sondern im Einsatz auf freiem Feld aufgestellt. Im August 1944 wurden im Heimatluftschutz 10.930 Geschütze, also mehr als 2500 Flakbatterien eingesetzt. Für die Zeit zwischen den Einsätzen wurden an allen Dislozierungspunkten standardisierte Flakhallen für je eine Batterie gebaut. Zahlreiche der in fester Bauweise errichteten Flakhallen existieren heute noch und geben Zeugnis vom Luftkrieg fast überall in Deutschland. Vielfach wurde nach dem Krieg der Teil mit den Aufenthaltsräumen für die Mannschaft als Wohnraum und die eigentliche Halle von Kleinbetrieben und Handwerkern als Werkhalle genutzt. Feuerwehren und Vereine nutzen alte Flakhallen bis heute.

#### Einsatztaktik
Im Heimatschutz wurden zur Steigerung der Effektivität an den Hauptangriffszielen bis zu zehn Batterien zu Großbatterien unter zentralem Kommando zusammengefasst.
Generell wurde gezielt geschossen. Die Bestimmung von Geschwindigkeit und Höhe eines feindlichen Flugzeuges erfolgte bei guter Sicht über eine optische Entfernungsmessung (Triangulation). Bei Nacht wurden Flakscheinwerfer zur Erfassung eingesetzt. Das mit dem Entfernungsmesser gekoppelte Kommandogerät, ein mechanischer Analogrechner, errechnete aus den erfassten Werten sowie dem Kurs der Maschine den Vorhalt und damit die Laufzeit des Geschosses. Im Kopf der Granate war ein von den Uhrenwerken Gebr. Thiel (→ Gerätebau GmbH) entwickeltes Uhrwerk (Typ ZtZ S/30) eingebaut, das nach einer einstellbaren Laufzeit von 1,5 bis 29,5 Sekunden die Granate zündete. Vor dem Abschuss war an jeder Granate die Verzögerungszeit in der Zünderstellmaschine einzustellen. Bei schlechten Sichtbedingungen war man auf die von den Würzburg-Radargeräten ermittelten Werte angewiesen, die elektrisch auf das Kommandogerät übertragen wurden. Dieses konnte über vieladrige Signalkabel ganze Batterien aus vier und mehr Flakgeschützen mit Höhen- und Seitenrichtwerten versorgen. Nur wenn keine entsprechenden Daten verfügbar waren, wurden Sektoren bestimmt, welche die Angreifer wahrscheinlich durchfliegen würden und die dann einfach permanent beschossen wurden (Sperrfeuer).
Bis kurz vor dem Kriegsende hatten die Geschosse nur Zeitzünder. Es kam jedoch oft vor, dass eine Granate ein Flugzeug fast ohne Folgen durchschlug und erst weit dahinter explodierte. Durch die Einführung von zusätzlichen Aufschlagzündern (Doppelzünder, Dualzünder von Junghans), die trotz dringender Anforderung erst 1945 geliefert wurden, konnte deshalb die Abschussrate in etwa verdreifacht werden.
Das Geschoss besaß gegen die robusten B-17 einen effektiven Wirkungsradius von etwa zehn Metern oder weniger. Die Flugzeiten der Geschosse betrugen je nach Höhe 20 bis 40 Sekunden. Die Messgenauigkeit der Radargeräte lag grob bei ±100 Metern, wenn sie nicht gestört wurden. Dies führte dazu, dass mehrere tausend Granaten für den Abschuss eines Bombers nötig waren, was einen enormen Ressourcenverbrauch bedeutete. Die benötigten Granaten mussten zudem vor Ort geschützt eingelagert werden. Ein wesentlicher Effekt jedoch war, dass die B-17-Verbände bei starker Flakabwehr eine möglichst große Abwurfhöhe wählten, was jedoch die Zielgenauigkeit und Wirksamkeit des Angriffes deutlich heruntersetzte. Bei Angriffen in gemischten Verbänden aus B-17 und B-24 Liberator nutzten die B-17 ihre überlegene Steigfähigkeit aus, was bewirkte, dass die schnelleren, aber niedriger fliegenden und beschussempfindlicheren B-24 das gesamte Flakfeuer auf sich zogen und somit zum Teil empfindliche Verluste hatten.
Das Deutsche Reich war ab 1943 nicht mehr dazu in der Lage, den angreifenden Bomberverbänden ausreichend Jagdflugzeuge entgegenzustellen. Die vorhandenen Jagdflugzeuge waren nicht mehr dazu in der Lage zu den Bombern durchzubrechen, die nun auch zunehmend von Langstreckenbegleitjägern gedeckt wurden. Die stationäre Flak konnte in den hohen Einsatzhöhen der B-17-Verbände nur sehr ungenau schießen. Zudem waren die Flakstellungen extrem unbeweglich und dem Gegner bekannt. Allein der fehlende Treibstoff und die mangelnden Produktionskapazitäten für Jagdflugzeuge zwangen dazu, verstärkt auf die Flak zu setzen, die aber zunehmend geringere Erfolge hatte. Ab 1944 diente das Flakfeuer eher der moralischen Unterstützung der Bevölkerung als dass dies eine effektive Waffe gegen angloamerikanische Bomberverbände war.
Besonders gegen Ende des Krieges wurden ältere Jugendliche, die sogenannten Flakhelfer, in großem Umfang zur Bedienung der Flak eingesetzt. Bereits im Dezember 1942 standen hierfür beispielsweise 68.522 Schüler zur Verfügung. Insgesamt wirkten über 200.000 Schüler und Lehrlinge im Flakdienst mit.

### Einsatzstaaten
- Deutsches Reich
- China (1937)
- Spanien (1937–1970er)
- Griechenland (1939–1941)
- Finnland – Verwendung bei der finnischen Armee

Im Jahr 1943 kaufte Finnland 90 Geschütze vom Typ 8,8-cm-Flak 37 vom Deutschen Reich. Es wurden davon zuerst 18 mobile Geschütze mit Protzen geliefert und im Juni 1944 weitere 72 Geschütze auf Sockel für den Einbau in feste Stellungen. Zur Feuerleitung erhielten die finnischen Streitkräfte mit der ersten Lieferung außerdem 6 Funk-Meßgeräte 62 Würzburg 39. Die Verwendung als Flugabwehrwaffe in Finnland endete erst 1977, wobei die Geschütze danach zur Küstensicherung eingesetzt wurden. Erst Anfang des 21. Jahrhunderts wurden die Geschütze endgültig ausgemustert.
- Bulgarien (1941–1950er)
- Ungarn (1941–?)
- Rumänien (1941–1950er)
- USA (1944 / 7th und 79th Artillery Division)
- Frankreich (1945–1955 / 401e and 403e regiment d'artillerie CA)
- Jugoslawien (1945–ca. 1990er)
- Tschechoslowakei (1945–1963)
- Demokratische Republik Vietnam – Anfang der 1960er-Jahre

## Museale Rezeption

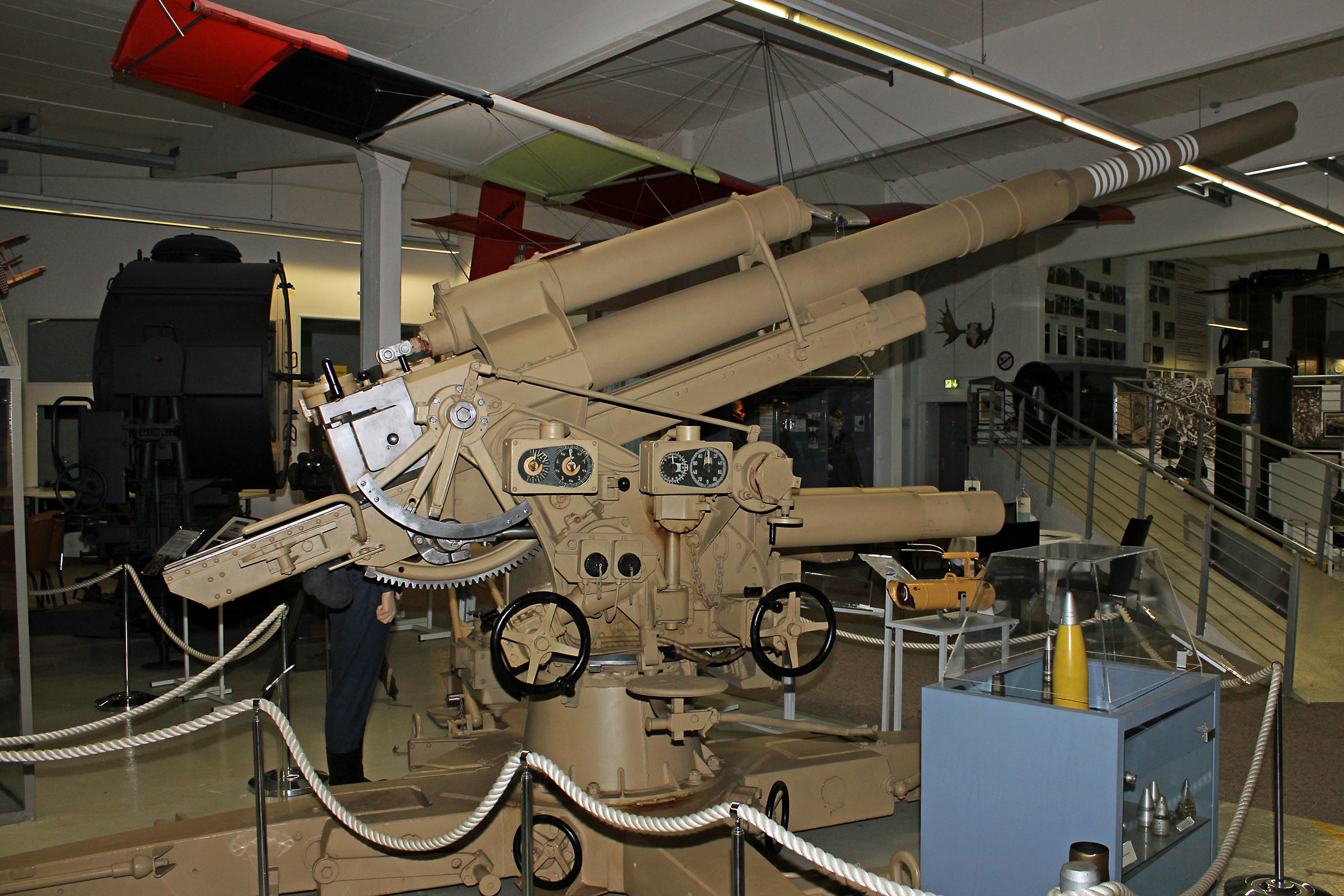
Eine 8,8-cm-Flak 36 im Luftfahrt-Museum Laatzen-Hannover

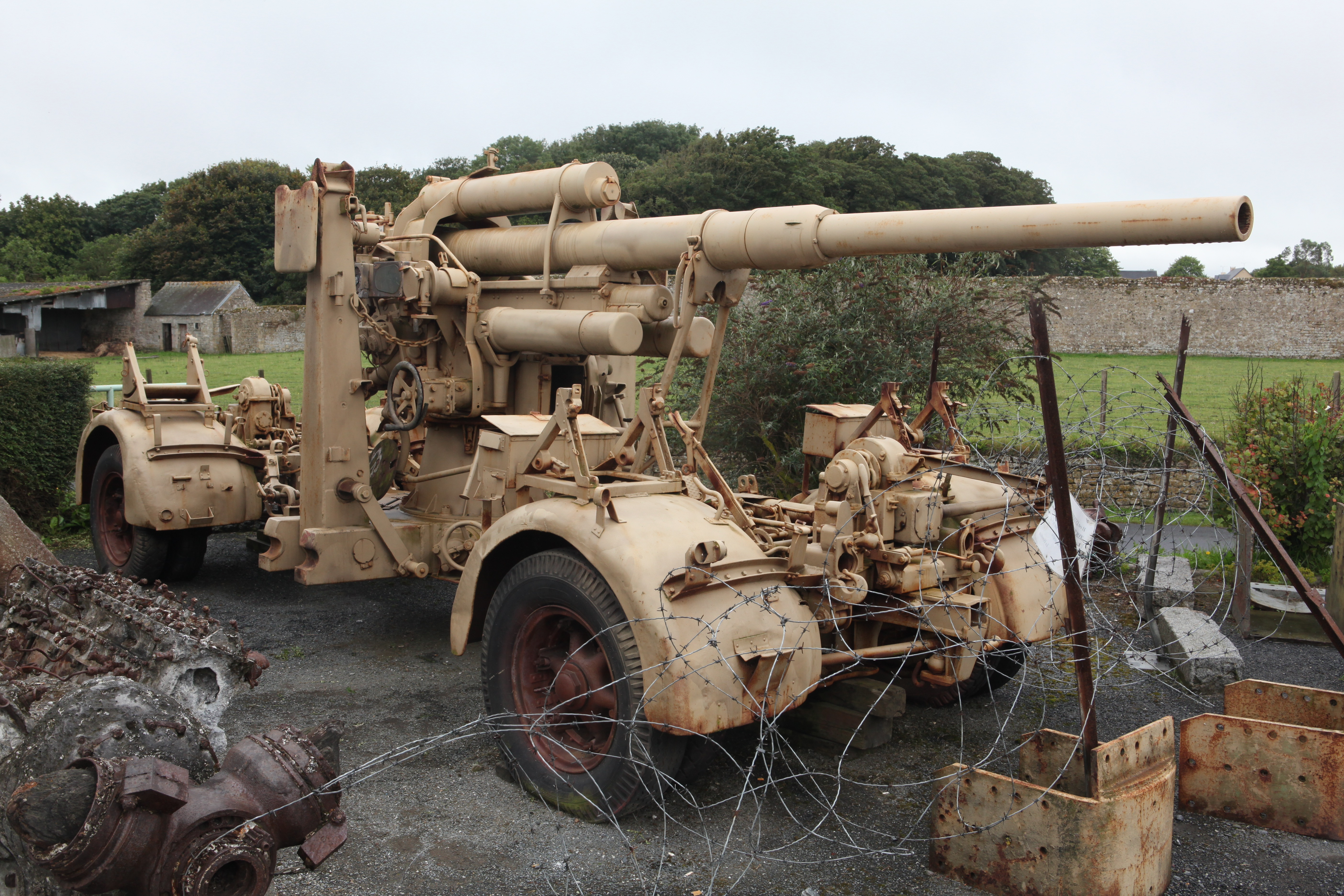
D-Day Museum/Normandie 2011

In folgenden Museen sind 8,8-cm-Flugabwehrkanonen ausgestellt:
- Wehrtechnische Studiensammlung Koblenz
- Muna-Museum, Marktbergel
- Auto- und Technikmuseum Sinsheim
- Heeresgeschichtliches Museum, Wien[4]
- Imperial War Museum Duxford, Duxford, UK
- Imperial War Museum, London, UK
- Luftabwehrmuseum, Tuusula, Finnland
- United States Army Ordnance Museum, Aberdeen (Maryland), USA
- Canadian War Museum, Ottawa, Kanada
- Deutsches Historisches Museum, Berlin
- Militärhistorisches Museum Flugplatz Berlin-Gatow, Berlin
- Deutsches Technikmuseum, Berlin
- Deutsches Panzermuseum, Munster
- Luftfahrt-Museum Laatzen-Hannover, Laatzen
- Fort Kugelbake, Cuxhaven
- Museum für historische Wehrtechnik, Röthenbach/Pegnitz
- Museum Stammheim, Stammheim am Main
- Le Grand Bunker „Musée du mur de l’Atlantique“, Ouistreham, Frankreich
- Schweizerisches Militärmuseum Full, Schweiz
- Königliches Dänisches Zeughausmuseum, Kopenhagen
- Fort Nelson, Hampshire
- Kriegsmuseum Overloon, Niederlande
- Museo Histórico Militar, A Coruña, Spanien[5]
- Musée des Blindés, Saumur, Frankreich
- National Museum of the United States Air Force, Dayton im US-Bundesstaat Ohio
- Overlord Museum, Colleville-sur-Mer, Frankreich
- Estnisches Luftfahrtmuseum Lange, Estland
- Luftfahrtmuseum Finowfurt, Brandenburg
- Westwallmuseum Pirmasens